# دوغلاس دولفن
دوغلاس دولفين، كانت طائرة مائية برمائية للنقل الفاخر، إذ تم صنع 58 نسخة فقط، كان استخدام هذه الطائرة متنوعا: يخوت، النقل المدني، نقل كبار الشخصيات، بعثة انقاذ، نسخ عسكرية. تلقت تصميم، «سي - 21» (C-21)، «آر دي - 5» (RD-5)، «أو آي» - OA-3) 3).

## الأصل
- أنشئت النسخة الأولى من تلك الطائرة البرمائية، والمسماة بالسندباد (Sinbad) سنة 1930. تم إعداد مشروع السندباد لجعلها أول طائرة مائية فاخرة، ولكنها واجهت أزمة الكساد الكبير في 1929، فالوقت كان مبكرا لقدوم مثل هذه الطائرة الفاخرة. بعض النسخ بيعت لخفر السواحل الأمريكي كطائرة «للبحث والإنقاذ».وهي أيضا أول طائرة عملت في خفر السواحل الأمريكي.

## نسخة دولفين المدنية
- بما أن الطلب على هذا النوع من الطائرات لم يأت بنتائج مرضية، لذلك قامت دوغلاس بوضع نسخة محسنة وهي إضافة خاصية العجلة، مما مكنها من الهبوط في المدارج على الأرضية، وكذلك في البحر. هذه التطويرات أدت إلى تغيير الاسم وأطلق عليها «الدولفين».
- أول زبون لدولفين هو "الخطوط الجوية ويلمنغتون- كاتالينا"". والتي استعملتها لنقل الركاب بين لوس أنجلس وجزيرة سانتا كتالينا وهي أول طائرة ركاب لدوغلاس.

تم تقديم طلبات أخرى بعد ذلك لشكلها الفاخر. ويعتبر وليام بوينغ، مؤسس شركة بوينغ لصناعة الطائرات أول زبون خاص قام بطلب لشراء هذه الطائرة.

## دولفين العسكرية
- اهتم العسكريون بهذه الطائرة ليس بسبب فخامتها بل لطلاقتها وسهولة استعمالها.

بحرية الولايات المتحدة وخفر السواحل الأمريكي يستعملان دولفن آر دي 2 و4 (RD-2 و 4). طائرات الآر دي 2 تستعمل في مهمات الإنقاذ. قامت البحرية الأمريكية بتغير واحدة من طائرات الآر دي 2 وذلك لنقل الرئيس فرانكلين روزفلت، ورغم أن الرئيس لم يستخدمها، إلا إنها تعد المرة الأولى في تاريخ الطائرة التي صممت وجهزت لنقله، وبالتالي فإن دولفين يمكن أن تعتبر من أسلاف «آير فورس 1». كما طلبت البحرية الأمريكية أيضا دولفن من نوع (OA-3 و-4) لمهمات النقل. وطلبت طائرة دولفين أخرى من نوع C-21.

## مواصفات دلفين
- الطاقم: طياران، ومساعد طيار.
- القدرة: ستة ركاب.
- الطول: 45 قدم (1) في (13.74 م).
- باع الجناح: 60 قدم 0 في (18.29 م).
- الطول: 14 قدم 0 في (4.27 م).
- مساحة الجناح: 592 قدم² (55.0 م²).
- فارغة الوزن: 7,000 رطل (3175 كغ).
- أقصى وزن للإقلاع: 9.530 رطل (4323 كغ).
- المحركات: المحرك شعاعي من برات & ويثني R-985 450 حصانا (336 كيلوواط).

## مستخدمو الطائرة العسكرية
- الأرجنتين
- أستراليا
- القوات الجوية الملكية الأسترالية
- الولايات المتحدة
- فيلق الجيش الجوي للولايات المتحدة
- القوات الجوية لجيش الولايات المتحدة
- بحرية الولايات المتحدة
- خفر السواحل الأمريكي
- قوات مشاة البحرية الأمريكية